# تاتیانا گریگوریان
تاتیانا گریگوریان (ارمنی: Տատյանա Գրիգորյան؛  ۲ مارس ۱۹۸۴) یک بازیگر اهل ارمنستان است. وی از سال میلادی تاکنون مشغول فعالیت بوده است.

## زندگی‌نامه
وی در ۲ اوت ۱۹۹۴ در سن پترزبورگ به دنیا آمد و از دانشگاه دولتی سن پترزبورگ (۲۰۰۸) فارغ‌التحصیل شد. 